# Megacara hortulana
Megacara hortulana là một loài tò vò trong họ Ichneumonidae.